# Basiothia idreus
Basiothia idreus är en fjärilsart som beskrevs av Dru Drury 1782. Basiothia idreus ingår i släktet Basiothia och familjen svärmare. Inga underarter finns listade i Catalogue of Life.